# Homo rhodesiensis
Als Homo rhodesiensis wird der fossile Schädel Kabwe 1 (auch: Broken Hill 1) bezeichnet, der am 17. Juni 1921 vom Schweizer Bergmann Tom Zwiglaar und einem unbekannten, afrikanischen Arbeiter in einem Zink- und Bleibergwerk in Broken Hill, Nordrhodesien (heute Kabwe in Sambia) gefunden wurde. Im englischen Sprachraum ist das Fossil als Rhodesian man oder Broken Hill Skull bekannt.
Der sehr gut erhaltene Schädel war – vor dem 1924 entdeckten Kind von Taung – das erste bedeutende, in Afrika entdeckte hominine Fossil. Er wurde vom Direktor des Bergwerks nach England gebracht, dem British Museum übergeben und im November 1921 von Arthur Smith Woodward wissenschaftlich beschrieben. Der Schädel wird heute im Natural History Museum in London unter der Sammlungsnummer E686 verwahrt. Die Fundstelle in Sambia wurde bereits 1930 im Verlauf bergmännischer Arbeiten zerstört.
Die Gültigkeit des Artnamens Homo rhodesiensis ist in der Fachwelt umstritten. So wurde im Jahr 2021 beispielsweise vorgeschlagen, alle diesem Taxon zugeordneten Fossilien in die zugleich neu eingeführte Art Homo bodoensis einzubringen.

## Namensgebung
Die Bezeichnung der Gattung Homo ist abgeleitet von lateinisch hŏmō [ˈhɔmoː] „Mensch“. Das Epitheton rhodesiensis erinnert an den Fundort des Typusexemplars im ehemaligen Nordrhodesien. Homo rhodesiensis bedeutet somit „Rhodesischer Mensch“.
Franz Weidenreich hatte 1928 in einer Übersichtsarbeit über „Entwicklungs- und Rassentypen des Homo primigenius“ den Schädel E686 als Homo primigenius africanus bezeichnet.

## Fundbeschreibung

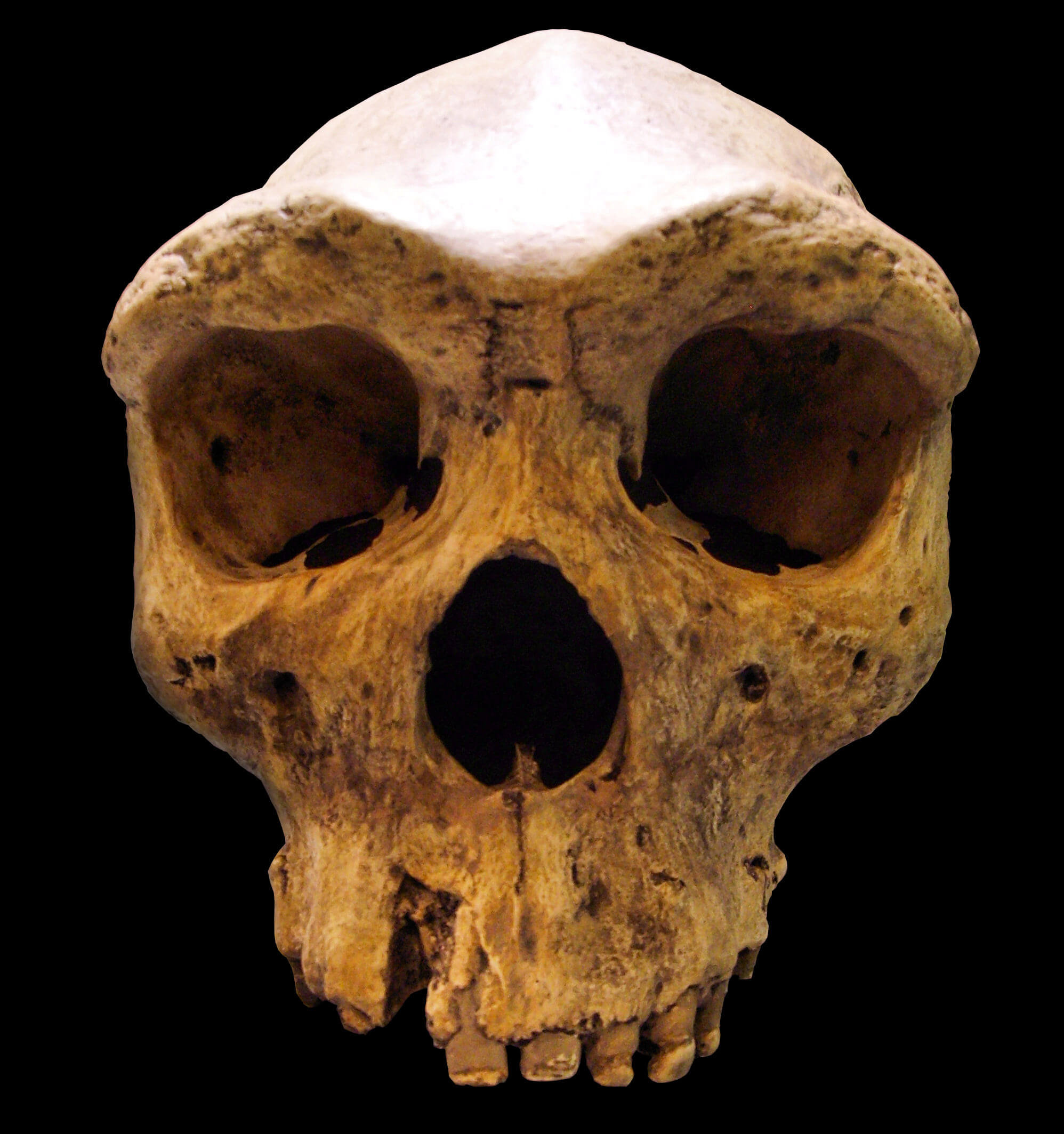
Kabwe 1, Ansicht von vorn (Kopie)

Zum Fundumfang, der für die Rekonstruktion der Stammesgeschichte des Menschen große Bedeutung hatte, gehören neben dem Schädel mit teilweise bezahntem Oberkiefer noch ein zweiter Oberkiefer, ein linkes Schienbein, ein rechter Oberarmknochen, das Fragment eines Oberschenkelknochens, ein Kreuzbein sowie weitere Bruchstücke von Knochen, die ebenfalls 1921 aus vermutlich der gleichen Bodenschicht wie der Schädel geborgen wurden.
Das Hirnvolumen liegt bei 1280 cm³ und damit an der Untergrenze des Volumens beim anatomisch modernen Menschen, was im Vergleich mit sehr alten homininen Schädeln (die ein deutlich kleineres Gehirnvolumen besitzen) ebenfalls eine ältere Herkunft unwahrscheinlich macht. Aufgrund des markanten Überaugenwulstes wird der Schädel einem Mann zugeschrieben.
In der Erstbeschreibung schrieb Smith Woodward, der Schädel sei einerseits aufgrund des breiten Gesichts und des Überaugenwulstes den Neandertaler-Funden aus Belgien, Frankreich und Gibraltar absonderlich ähnlich („strangely similar“), andererseits gleiche die Form des Schädeldachs sowie die Dicke der Schädelknochen in ihren Maßen und Ausformungen denen eines durchschnittlichen Europäers. Auch die Position des Foramen magnums weiche so stark vom Neandertaler ab, dass er mit diesem nicht zur gleichen Art gestellt werden könne. Hiergegen sprachen Smith Woodward zufolge auch die Körperknochen, in denen er – wie beim Foramen magnum – „typische moderne Merkmale“ für den aufrechten Gang sah. 1921 galt der Neandertaler als möglicher direkter Vorfahre des anatomisch modernen Menschen (Homo sapiens), weswegen Smith Woodward vermutete, der Rhodesian man könne zwischen diesem und dem anatomisch modernen Menschen stehen.
Wegen der stark abgenutzten Zähne des Fundes wird vermutet, „dass dieses Individuum sehr raue Nahrung zu sich nahm. Es könnte sich dabei um Wurzeln, Knollen und Körner gehandelt haben. Ansonsten sah seine Ernährung wahrscheinlich ähnlich aus wie die von Homo heidelbergensis“, dessen Nahrung zu mindestens 80 Prozent aus pflanzlichen Anteilen bestand.
Die Körpergröße wurde auf ca. 1,75 Meter geschätzt, das Körpergewicht auf 60 bis 70 kg.

## Datierung
Die Datierung der Knochen erwies sich als schwierig, da die Fundstelle lange vor der Etablierung verlässlicher direkter Datierungsmethoden zerstört wurde; eine frühe Altersbestimmung, die bereits seit geraumer Zeit als fehlerhaft gilt, schrieb dem Fossil beispielsweise ein Alter von 2,5 bis 1,75 Millionen Jahre zu. Per Elektronenspinresonanz wurde ermittelt, dass die Obergrenze des Alters „eher bei 300.000 als bei 500.000 Jahren“ liegt und dass die Altersuntergrenze „eher bei 200.000 als bei 300.000 Jahren“ liegt. Reste von kleinen Säugetieren, die zusammen mit den homininen Fossilien geborgen wurden, gleichen ähnlichen Funden aus anderen afrikanischen Grabungen, die 300.000 bis 200.000 Jahre alt sind. Die Smithsonian Institution benannte das Alter auf ihrer Webseite seit 2016 mit „zwischen 300.000 und 125.000 Jahren“. Eine 2020 publizierte Uran-Thorium-Datierung grenzte das Alter schließlich auf 299.000 ± 25.000 Jahre ein.

## Taxonomische Einordnung

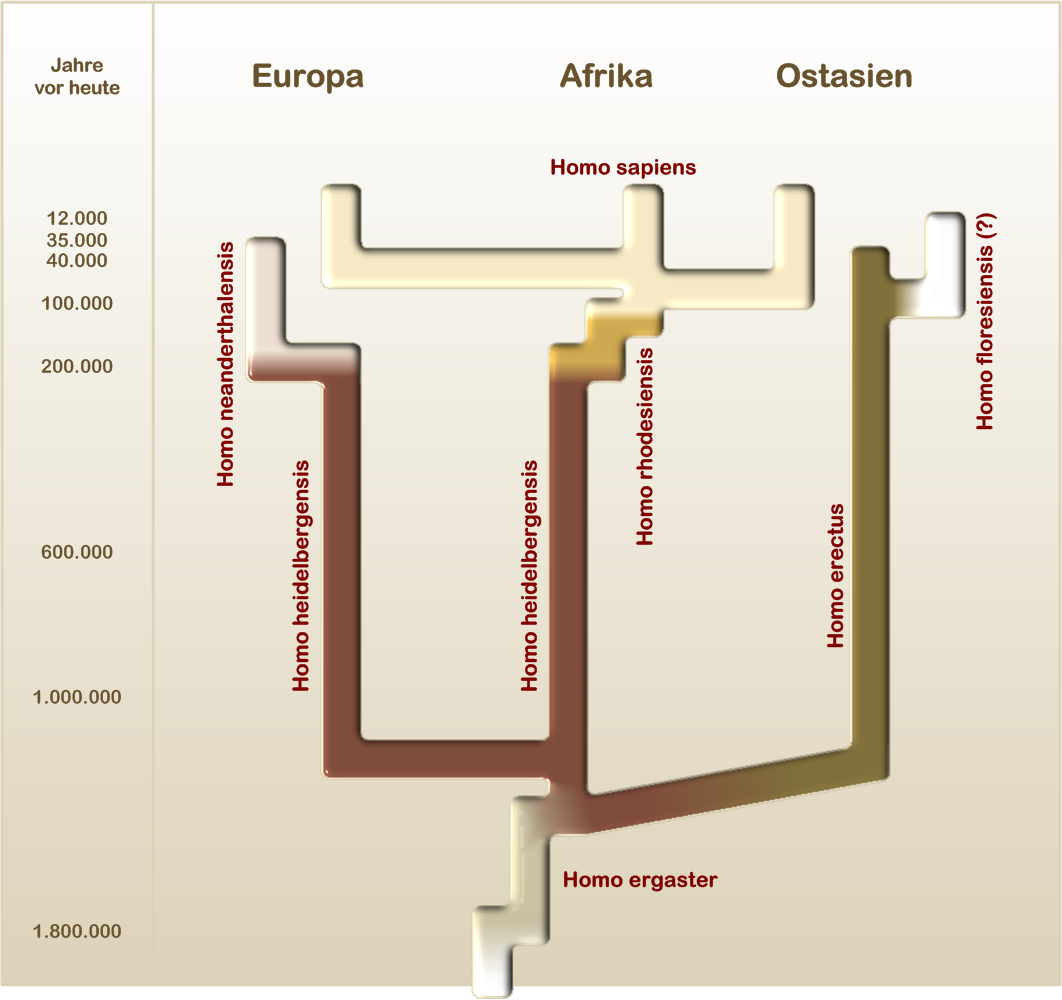
Stammbaum-Modell, das die Bedeutung von H. heidelbergensis und H. rhodesiensis betont

Die 1921 von Arthur Smith Woodward publizierte Zuordnung des Schädels Kabwe 1 als Holotypus zu einer von ihm neu eingeführten, gesonderten Art ist umstritten. Allerdings hatte Smith Woodward den Schädel vermutlich insofern stammesgeschichtlich korrekt eingeordnet, als er in ihm einen nahen, möglicherweise direkten Vorfahren der heutigen Menschen sah. Denn nach derzeit vorherrschender Expertenmeinung gehört Kabwe 1 zur Gruppe des archaischen Homo sapiens, so dass auch die Bezeichnung Homo sapiens rhodesiensis vorgeschlagen wurde. Vorgeschlagen wurde jedoch auch, die als „archaischer Homo sapiens“ bezeichneten Funde als eigenständige Chronospezies Homo rhodesiensis zwischen die jüngere Art Homo sapiens und die älteren Arten Homo erectus / Homo ergaster zu stellen.
Der Schädel teilt diverse morphologische Merkmale mit den Schädeln Bodo 1 aus Äthiopien und Petralona 1 aus Griechenland sowie mit den Arago-Fossilien aus Südfrankreich und dem Schädeldach Saldanha 1 aus Südafrika. Von Teilen der US-Paläoanthropologie wird Kabwe 1 daher zu Homo heidelbergensis gestellt.

## Belege
1. ↑  Zambia’s Most Famous Skulls Might Finally Be Headed Home. (Memento vom 18. Februar 2019 im Internet Archive). Im Original publiziert auf theatlantic.com, Februar 2019.
2. 1 2  Smithsonian Institution: Kabwe 1. Zuletzt abgerufen am 31. März 2022.
3. 1 2  Arthur Smith Woodward: A New Cave Man from Rhodesia, South Africa. In: Nature. Band 108, 1921, S. 371–372, doi:10.1038/108371a0. Nachdruck in: W. Eric Meikle, Sue Taylor Parker: Naming our Ancestors. An Anthology of Hominid Taxonomy. Waveland Press, Prospect Heights (Illinois) 1994, ISBN 0-88133-799-4, S. 48–51.
4. ↑  Chris Stringer: The Origin of Our Species. Penguin / Allen Lane, 2011, ISBN 978-1-84614-140-9, S. 248.
5. ↑  Mirjana Roksandic, Predrag Radović, Xiu-Jie Wu und Christopher J. Bae: Resolving the „muddle in the middle“: The case for Homo bodoensis sp. nov. In: Evolutionary Anthropology. Band 30, Nr. 5, 2021, S. 1–10, doi:10.1002/EVAN.21929.
6. ↑  Franz Weidenreich: Entwicklungs- und Rassentypen des Homo primigenius. In: Natur und Museum. Band 58, 1928, S. 1–13 und 51–62.
7. ↑  Denné Reed: Nomenclature and Taxonomy of Chibanian Hominins. In: PaleoAnthropology. Online-Vorabveröffentlichung vom 7. Februar 2025, Volltext.
8. ↑  Eintrag Kabwe 1 in: Bernard Wood: Wiley-Blackwell Encyclopedia of Human Evolution. Wiley-Blackwell, 2011, ISBN 978-1-4051-5510-6.
9. ↑  G. Philip Rightmire: Brain size and encephalization in early to Mid‐Pleistocene Homo. In: American Journal of Physical Anthropology. Band 124, Nr. 2, 2004, S. 109–123, doi:10.1002/ajpa.10346
10. ↑  Gary J. Sawyer, Viktor Deak: Der lange Weg zum Menschen. Lebensbilder aus 7 Millionen Jahren Evolution. Spektrum, Heidelberg 2008, ISBN 978-3-8274-1915-6, S. 147.
11. ↑  G. J. Sawyer, Viktor Deak: Der lange Weg zum Menschen. S. 153.
12. ↑  Thorolf Hardt, Bernd Herkner und Ulrike Menz: Safari zum Urmenschen. Schweizerbart’sche Verlagsbuchhandlung, Stuttgart 2009, S. 127, ISBN 978-3-510-61395-3
13. ↑  Chris Stringer, The Origin of Our Species, 2011, S. 252.
14. ↑  D. Margaret Avery: Taphonomy of Micromammals from Cave Deposits at Kabwe (Broken Hill) and Twin Rivers in Central Zambia. In: Journal of Archaeological Science. Band 29, Nr. 5, 2002, S. 537–544, doi:10.1006/jasc.2001.0749
15. ↑  Rainer Grün et al.: Dating the skull from Broken Hill, Zambia, and its position in human evolution. In: Nature. Band 580, 2020, S. 372–375, doi:10.1038/s41586-020-2165-4.
16. ↑  Ian Tattersall: The Strange Case of the Rickety Cossack – and Other Cautionary Tales from Human Evolution. Palgrave Macmillan, New York 2015, S. 186, ISBN 978-1-137-27889-0.
17. ↑  Australian Museum: Homo heidelbergensis. Auf: australian.museum, zuletzt abgerufen am 31. März 2022.